# 胚芽

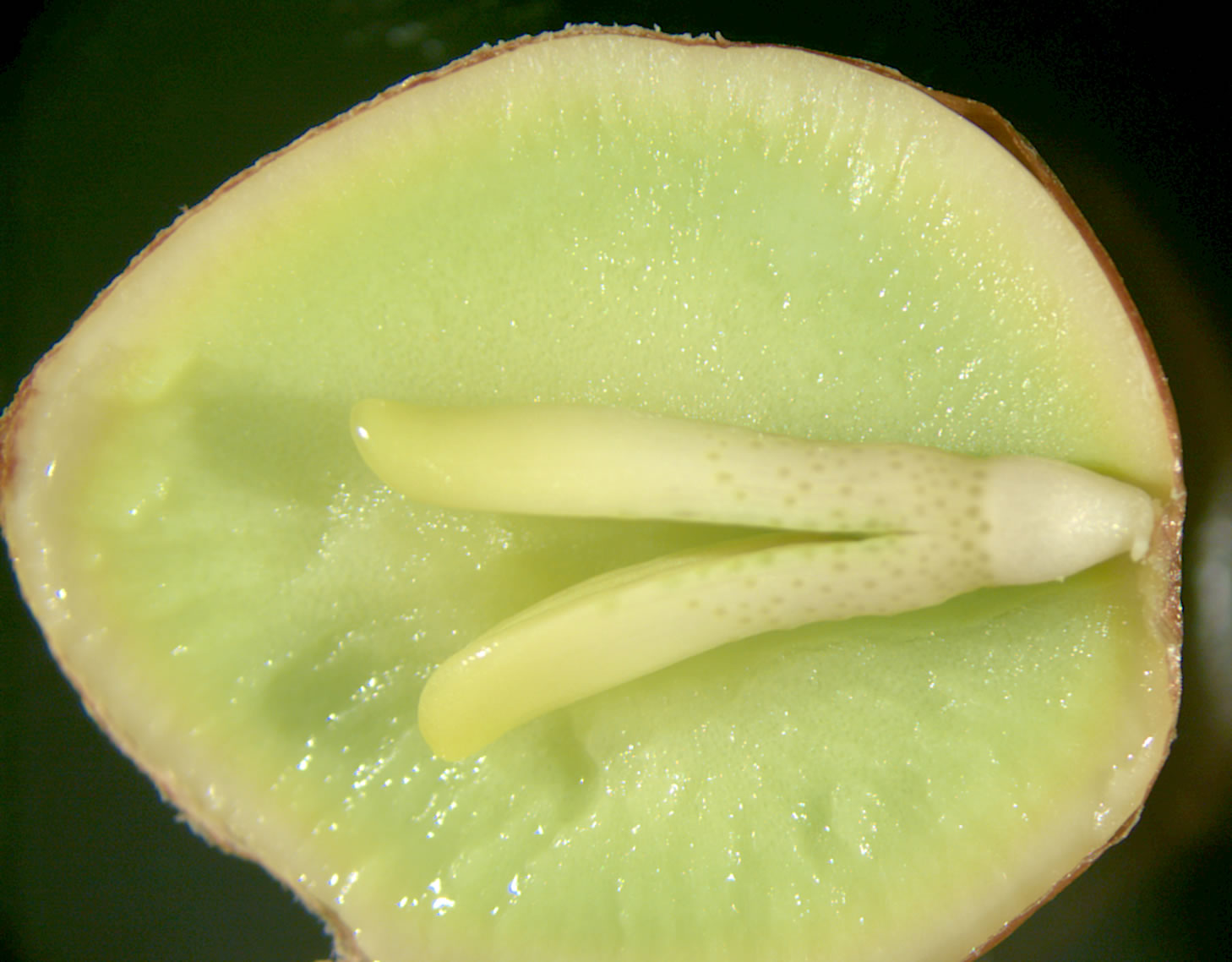
胚芽

胚芽（はいが）は、植物の胚。種子の内部のやがて成長して芽になる部分のこと。
一般には、特に玄米についている胚をいう。精米の際に玄米から糠層のみを取り去って胚芽が残るように精白した米を胚芽米という。